# 荣巷
31°33′21″N 120°14′16″E / 31.55584°N 120.23765°E
荣巷近代建筑群，位于中华人民共和国江苏省无锡市滨湖区梁溪路与梁清路交口的荣巷。

## 特点
明朝正统年间，荣氏家族在这里生活并组成社群，其中景点包括有民居、祠堂、学校、常点、钱庄、救熄会、医院等。以荣巷老街为中心，一共有超过100组近代建筑群体、近200多幢完整的建筑，保存基本完好。主要建筑有：荣宗敬故居、荣德胜故居、荣梅春转盘楼、荣月泉故居、荣安国家族居所、荣俊业故居、荣德馨花厅、七报弄、绳武楼、八字照墙、公益小学晴雨操场。2002年，江苏省人民政府公布其为江苏省文物保护单位。

## 其他
- 荣巷站
- 荣巷街道